# Hockey su ghiaccio ai I Giochi olimpici invernali
Il torneo di hockey su ghiaccio dei I Giochi olimpici invernali del 1924, svoltosi presso lo Stadio olimpico di Chamonix-Mont-Blanc, in Francia, fu il primo torneo di hockey su ghiaccio dei giochi olimpici invernali, dopo il torneo ufficiale ai giochi estivi del 1920. Successivamente fu considerato anche come il 2º campionato del mondo di hockey su ghiaccio organizzato dalla IIHF.
Il torneo di svolse dal 28 gennaio al 3 febbraio 1924. Vi presero parte otto squadre divise in due gironi da quattro ciascuno. Le squadre classificate ai primi due posti dei rispettivi gironi si scontrarono nelle semifinali, e le due vincitrici giocarono la finale, che vide di nuovo il successo da parte del Canada. A completare il podio gli Stati Uniti e il Regno Unito. A differenza di quattro anni prima i giocatori sul ghiaccio furono sei per squadra e le partite furono suddivise in tre tempi.

## Partecipanti
Parteciparono al secondo torneo olimpico otto rappresentative nazionali da due continenti, con un numero variabile di giocatori.
- Belgio (10)
- Canada (9)
- Cecoslovacchia (11)
- Francia (12)
- Regno Unito (10)
- Stati Uniti (9)
- Svezia (10)
- Svizzera (11)

## Gironi preliminari

### Gruppo A
| Chamonix-Mont-Blanc 28 gennaio 1924 | Svezia | 9 – 0 (3-0; 3-0; 3-0) | Svizzera | Stadio olimpico di Chamonix |

| Chamonix-Mont-Blanc 28 gennaio 1924 | Canada | 30 – 0 (8-0; 14-0; 8-0) | Cecoslovacchia | Stadio olimpico di Chamonix |

| Chamonix-Mont-Blanc 29 gennaio 1924 | Canada | 22 – 0 (5-0; 7-0; 10-0) | Svezia | Stadio olimpico di Chamonix |

| Chamonix-Mont-Blanc 30 gennaio 1924 | Canada | 33 – 0 (8-0; 11-0; 14-0) | Svizzera | Stadio olimpico di Chamonix |

| Chamonix-Mont-Blanc 31 gennaio 1924 | Svezia | 9 – 3 (5-1; 1-1; 3-1) | Cecoslovacchia | Stadio olimpico di Chamonix |

| Chamonix-Mont-Blanc 1º febbraio 1924 | Cecoslovacchia | 11 – 2 (4-0; 3-2; 4-0) | Svizzera | Stadio olimpico di Chamonix |

| Pos. |                | PG | V | P | GF | GS | DR  | Pt |
| 1.   | Canada         | 3  | 3 | 0 | 85 | 0  | +85 | 6  |
| 2.   | Svezia         | 3  | 2 | 1 | 18 | 25 | -7  | 4  |
| 3.   | Cecoslovacchia | 3  | 1 | 2 | 14 | 41 | -27 | 2  |
| 4.   | Svizzera       | 3  | 0 | 3 | 2  | 53 | -51 | 0  |

### Gruppo B
| Chamonix-Mont-Blanc 28 gennaio 1924 | Stati Uniti | 19 – 0 (9-0; 6-0; 4-0) | Belgio | Stadio olimpico di Chamonix |

| Chamonix-Mont-Blanc 29 gennaio 1924 | Francia | 2 – 15 (1-5; 1-3; 0-7) | Regno Unito | Stadio olimpico di Chamonix |

| Chamonix-Mont-Blanc 30 gennaio 1924 | Regno Unito | 19 – 3 (8-1; 6-1; 5-1) | Belgio | Stadio olimpico di Chamonix |

| Chamonix-Mont-Blanc 30 gennaio 1924 | Francia | 0 – 22 (0-12; 0-1; 0-9) | Stati Uniti | Stadio olimpico di Chamonix |

| Chamonix-Mont-Blanc 31 gennaio 1924 | Francia | 7 – 5 (3-3; 3-1; 1-1) | Belgio | Stadio olimpico di Chamonix |

| Chamonix-Mont-Blanc 31 gennaio 1924 | Stati Uniti | 11 – 0 (6-0; 2-0; 3-0) | Regno Unito | Stadio olimpico di Chamonix |

| Pos. |             | PG | V | P | GF | GS | DR  | Pt |
| 1.   | Stati Uniti | 3  | 3 | 0 | 52 | 0  | +52 | 6  |
| 2.   | Regno Unito | 3  | 2 | 1 | 34 | 16 | +18 | 4  |
| 3.   | Francia     | 3  | 1 | 2 | 9  | 42 | -33 | 2  |
| 4.   | Belgio      | 3  | 0 | 3 | 8  | 45 | -37 | 0  |

## Girone finale
Le squadre conservano il punteggio e i gol ottenuti nello scontro con la squadra proveniente dallo stesso girone preliminare.
| Chamonix-Mont-Blanc 1º febbraio 1924 | Canada | 19 – 2 (6-2; 6-0; 7-0) | Regno Unito | Stadio olimpico di Chamonix |

| Chamonix-Mont-Blanc 1º febbraio 1924 | Stati Uniti | 20 – 0 (5-0; 7-0; 8-0) | Svezia | Stadio olimpico di Chamonix |

| Chamonix-Mont-Blanc 2 febbraio 1924 | Regno Unito | 4 – 3 (0-1; 3-1; 1-1) | Svezia | Stadio olimpico di Chamonix |

| Chamonix-Mont-Blanc 3 febbraio 1924 | Canada | 6 – 1 (2-1; 3-0; 1-0) | Stati Uniti | Stadio olimpico di Chamonix |

| Pos. |             | PG | V | P | GF | GS | DR  | Pt |
| 1.   | Canada      | 3  | 3 | 0 | 47 | 3  | +44 | 6  |
| 2.   | Stati Uniti | 3  | 2 | 1 | 32 | 6  | +26 | 4  |
| 3.   | Regno Unito | 3  | 1 | 2 | 6  | 33 | -27 | 2  |
| 4.   | Svezia      | 3  | 0 | 3 | 3  | 46 | -43 | 0  |

## Graduatoria finale
| Pos | Squadra        |
| --- | -------------- |
|     | Canada         |
|     | Stati Uniti    |
|     | Regno Unito    |
| 4   | Svezia         |
| 5   | Cecoslovacchia |
| 6   | Francia        |
| 7   | Belgio         |
| 8   | Svizzera       |

| Campione olimpico di hockey su ghiaccio 1924 |
| Canada 2º titolo                             |

| Pos | Squadra     | Formazione |
| --- | ----------- | --- |
|     | Canada      | Jack Cameron, Ernie Collett, Bert McCaffrey, Harold McMunn, Dunc Munro, Beattie Ramsay, Sig Slater, Hooley Smith, Harry Watson.                                       |
|     | Stati Uniti | Clarence Abel, Herbert Drury, Alphonse Lacroix, Art Langley, John Lyons, Justin McCarthy, Willard Rice, Irv Small, Frank Synnott.                                     |
|     | Regno Unito | William Anderson, Lorne Carr-Harris, Colin Carruthers, Eric Carruthers, Guy Clarkson, Ross Cuthbert, Geoffrey Holmes, Hamilton Jukes, Edward Pitblado, Blaine Sexton. |